# Glamis Castle
Glamis Castle er et slot, der ligger ved landsbyen Glamis i Angus, Skotland. Det er hjem for jarlen af Strathmore and Kinghorne, og er åben for offentligheden.
Glamis Castle har været hjem for Lyon-familien siden 1300-tallet, men den nuværende bygning stammer primært fra 1600-tallet. Dronningemoderen voksede op her og hendes anden datter, prinsesse Margaret blev født her d. 21. august 1930.
Borgen er listed building i kategori A, og jorden omkring er inkluderet i Inventory of Gardens and Designed Landscapes in Scotland, der er den nationale oversigt over fredede parker og haver i Skotland.